# Leonrod (Dietenhofen)

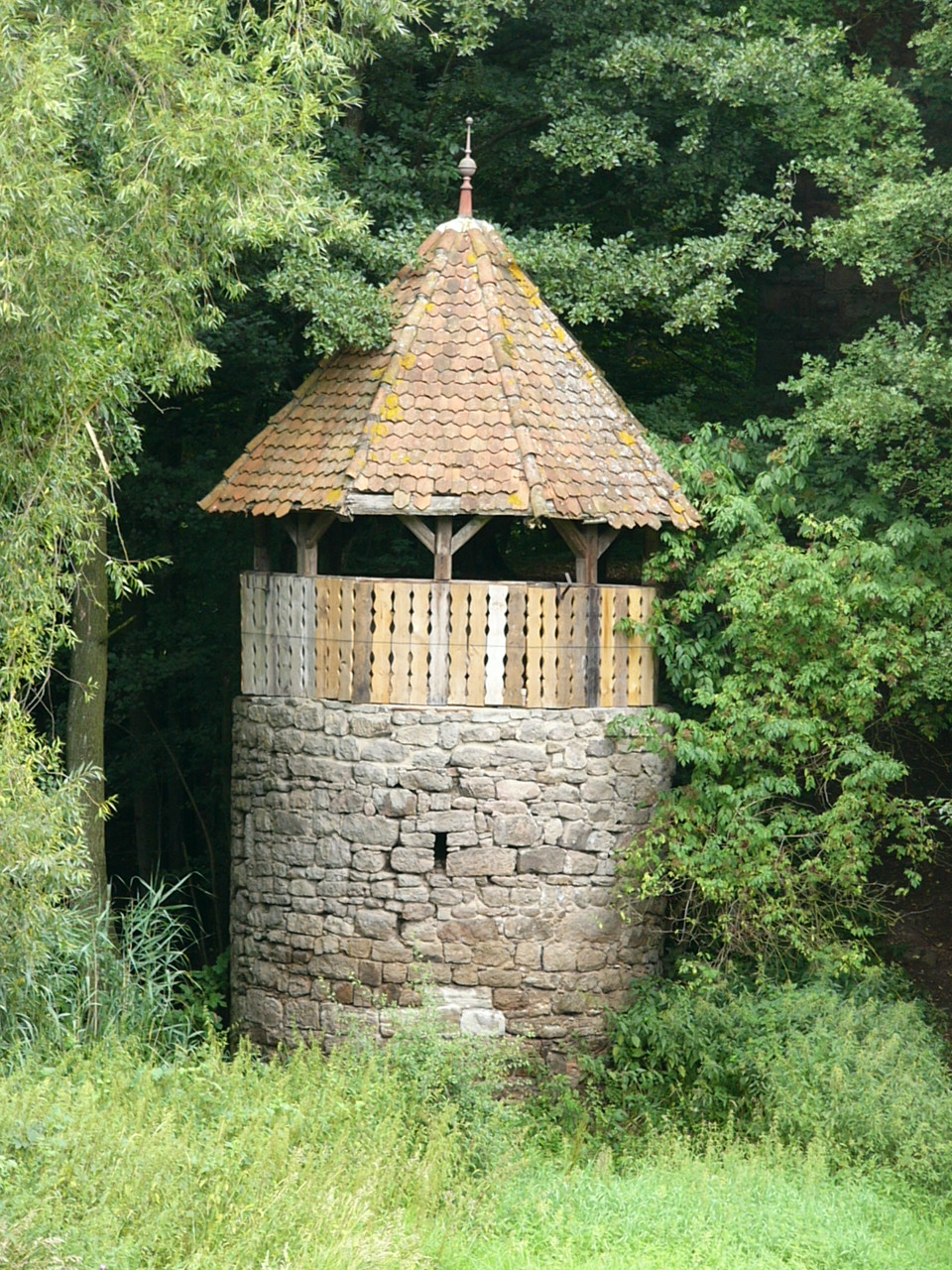
Vorgelagerter Turm der Burgruine Leonrod

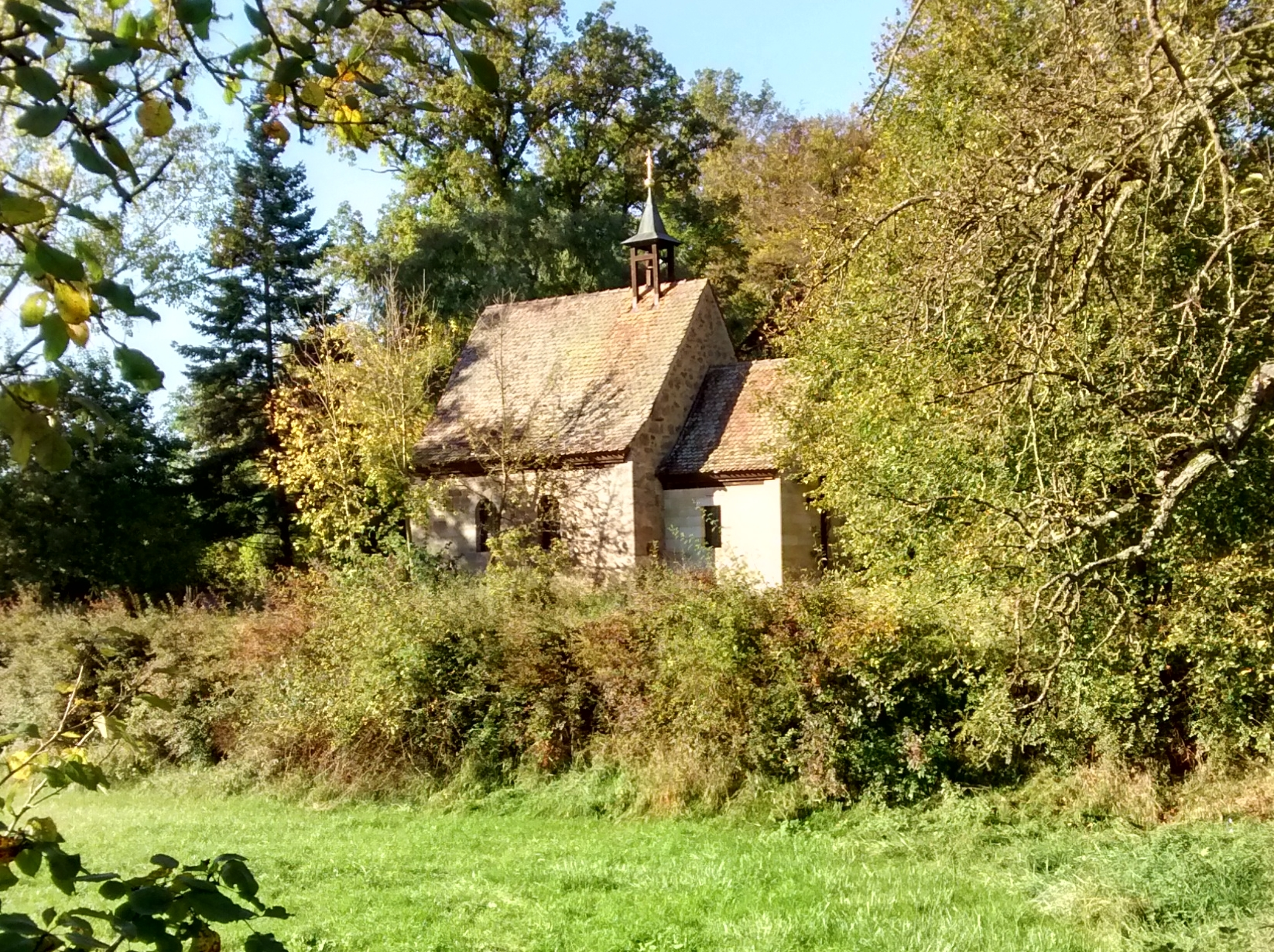
Kapelle St. Georg

Leonrod ist ein Gemeindeteil des Marktes Dietenhofen im Landkreis Ansbach (Mittelfranken, Bayern). Die Gemarkung Leonrod hat eine Fläche von 2,101 km². Die Gemarkung ist in 370 Flurstücke aufgeteilt, die eine durchschnittliche Flurstücksfläche von 5679,11 m² haben.

## Geografie
Das Dorf liegt im Biberttal. Im Ort mündet der Kiengraben als rechter Zufluss der Bibert und der Hutweihergraben als Zufluss in den Hutweiher. Des Weiteren entspringt hier der Wiesengraben, der in Dietenhofen als rechter Zufluss in die Bibert mündet. Im Westen liegt das Bayreuther Holz, 0,5 km südlich liegt die Flur Koller, 0,75 km nördlich das Sandfeld.
Die Kreisstraße AN 24 führt an der Stolzmühle vorbei nach Ebersdorf (1,8 km nordwestlich) bzw. nach Dietenhofen (1,4 km östlich). Gemeindeverbindungsstraßen führen nach Neudorf (1,4 km nördlich), nach Rüdern (1,2 km südlich) und nach Dietenhofen (1,4 km östlich).

## Geschichte
Leonrod (möglicherweise von althochdeutsch hleo, hlewes, Grabhügel) wurde  1218 als „Lewenrode“ erstmals urkundlich erwähnt und war das Dorf bei der Ganerbenburg. Leonrod entwickelte sich aus drei ursprünglich eigenständigen Orten, die zu Leonrod zusammengewachsen sind. Das waren das nördlich der Bibert gelegene „Heylingsdorff“, „Heiligendorf“ oder „Seeligendorff“ sowie das südlich der Bibert gelegene „Moosdorf“. Heylingsdorff wurde um 1700 erstmals urkundlich erwähnt, allerdings tauchten im 18. Jahrhundert immer wieder Urkunden mit der Ortsbezeichnung Seeligendorf auf. In einer Urkunde von 1739 wurde von einer Ortskapelle berichtet. Moosdorf müsste sich dort befunden haben, wo heute das Gasthaus steht. Im Gasthaus wurde bis 1923 auch Bier gebraut.
Am südwestlichen Ortsrand steht die Ruine Leonrod, eine Ganerbenburg der Familie von Leonrod. Die im 13. Jahrhundert erbaute Wasserburg überstand den Dreißigjährigen Krieg unbeschadet und brannte im Jahr 1651 ab, als Gestrüpp im Burggraben verbrannt werden sollte. Die Burg befindet sich im Besitz einer Erbengemeinschaft, die auf das seit 1951 ausgestorbene Geschlecht zurückgeht.
Leonrod unterstand ursprünglich zwei Halsgerichtsbarkeiten, der Teil südlich der Bibert gehörte nach Ansbach, der nördliche nach Markt Erlbach.
Gegen Ende des 18. Jahrhunderts gab es in Leonrod 25 Anwesen. Das Hochgericht übte das brandenburg-bayreuthische Stadtvogteiamt Markt Erlbach aus. Die Dorf- und Gemeindeherrschaft hatte das Kastenamt Dietenhofen. Grundherren waren das Kastenamt Dietenhofen (24 Anwesen: 1 Brauhaus, 1 Hof, 15 Güter, 7 Häuser) und das Rittergut Neudorf (Ruine Leonrod mit Jägerhaus). Von 1797 bis 1810 unterstand der Ort dem Justizamt Markt Erlbach und Kammeramt Neuhof. Das Jägerhaus unterstand von 1797 bis 1806 dem Justiz- und Kammeramt Ansbach.
Im Jahre 1810 kam Leonrod an das Königreich Bayern. Im Rahmen des Gemeindeedikts wurde es dem 1811 gebildeten Steuerdistrikt Dietenhofen und der 1813 gebildeten Ruralgemeinde Ebersdorf zugeordnet. Mit dem Zweiten Gemeindeedikt (1818) entstand die Ruralgemeinde Leonrod. Sie war in Verwaltung und Gerichtsbarkeit dem Landgericht Markt Erlbach zugeordnet und in der Finanzverwaltung dem Rentamt Ipsheim. Ein Anwesen unterstand bis 1833 dem Patrimonialgericht Neudorf. Ab 1862 gehörte Leonrod zum Bezirksamt Neustadt an der Aisch (1939 in Landkreis Neustadt an der Aisch umbenannt) und ab 1856 zum Rentamt Markt Erlbach (1919–1929: Finanzamt Markt-Erlbach, 1929–1972: Finanzamt Fürth, seit 1972: Finanzamt Ansbach). Die Gerichtsbarkeit blieb beim Landgericht Markt Erlbach (1879 in Amtsgericht Markt Erlbach umbenannt), von 1959 bis 1972 war das Amtsgericht Fürth zuständig, seitdem ist es das Amtsgericht Ansbach. Die Gemeinde hatte 1964 eine Gebietsfläche von 2,130 km².
Am 1. Juli 1969, also noch vor der Gebietsreform in Bayern, wurde Leonrod nach Dietenhofen eingemeindet.
Zwischen dem 17. August 1931 und dem 25. September 1971 verkehrte die Bibertbahn durch das Ortsgebiet, zum Winterfahrplan 1931/32 wurde ein Haltepunkt im Ort eingerichtet.

### Baudenkmäler
- Burgruine Leonrod: Wasserburg, Hauptburg, vier Gebäude um einen Bergfried, 13.–16. Jahrhundert; Vorburg, ehemalige Kapelle St. Georg, kleiner Saalbau, um 1327.[16]
- Haus Nr. 1: Jägerhaus, Walmdachhaus mit Fachwerkobergeschoss, 17./18. Jahrhundert[16]
- Haus Nr. 19: Gasthaus Weinländer, zweigeschossiges, verputztes Mansarddachhaus, 18. Jahrhundert[16]
- Haus Nr. 25: eingeschossiges Wohnstallhaus des 18. Jahrhunderts; 1820 umgebaut; Erdgeschoss teilweise Quader, ausgewechselt laut Inschrift „18 Johann Georg Schwart 20“; Scheune in konstruktivem Fachwerk, 18. Jahrhundert; im zweigeschossigen Giebel zwei bzw. eine rundbogige Ladeluke; an einem Pfeiler der Toreinfahrt Wappen und Inschrift „IMEM/1798“[17]

### Einwohnerentwicklung
| Jahr      | 1818   | 1840   | 1852   | 1855   | 1861   | 1867   | 1871   | 1875   | 1880   | 1885   | 1890   | 1895   | 1900   | 1905   | 1910   | 1919   | 1925   | 1933   | 1939   | 1946   | 1950   | 1952   | 1961   | 1970   | 1987   | 2005   | 2013  |
| Einwohner | 146    | 177    | 175    | 189    | 175    | 156    | 148    | 151    | 143    | 143    | 131    | 128    | 116    | 104    | 123    | 122    | 121    | 118    | 126    | 175    | 177    | 169    | 178    | 174    | 202    | 187    | 190   |
| Häuser    | 27     | 29     |        |        |        |        | 30     |        |        | 29     | 31     |        | 27     |        |        |        | 25     |        |        |        | 29     |        | 32     |        | 49     |        |       |
| Quelle    | [ 19 ] | [ 20 ] | [ 21 ] | [ 21 ] | [ 22 ] | [ 23 ] | [ 24 ] | [ 25 ] | [ 26 ] | [ 27 ] | [ 28 ] | [ 21 ] | [ 29 ] | [ 21 ] | [ 30 ] | [ 21 ] | [ 31 ] | [ 21 ] | [ 21 ] | [ 21 ] | [ 32 ] | [ 21 ] | [ 13 ] | [ 33 ] | [ 34 ] | [ 35 ] | [ 2 ] |

### Wappen
Ab dem 20. Mai 1948 führte Leonrod ein Wappen, das 1940 entworfen wurde. Die Blasonierung lautet: In Silber über blauen Wellen eine rote Burg mit Zinnenmauer und zinnenbekröntem Torturm zwischen zwei Giebelhäusern; im Tor ein silberner Schild mit rotem Balken.
Die heraldisch vereinfachte Wasserburg und das Schildchen mit Adelswappen deuten auf das mit dem Ort durch den Namen und unvordenklichen Besitz verflochtene Geschlecht der Freiherren von Leonrod hin, das später zur fränkischen Reichsritterschaft gehörte.

## Religion
Der Ort ist seit der Reformation evangelisch-lutherisch geprägt und nach St. Andreas (Dietenhofen) gepfarrt. Die Einwohner römisch-katholischer Konfession waren ursprünglich nach Unsere Liebe Frau (Heilsbronn) gepfarrt, seit den 1980er Jahren ist die Pfarrei St. Bonifatius (Dietenhofen) zuständig.

## Wanderwege
Durch Leonrod verlaufen die Fernwanderwege Deutschherrenweg und Zollernweg sowie der Bibertrundweg.